# Garcia (Band)
Garcia ist ein deutsches Latin- und Dance-Projekt, das in den 1990er Jahren erfolgreich war. Die größten Hits hießen 1996 Vamonos und 1997 Bamboleo.

## Bandgeschichte
Antonio Berardi war zu Beginn seiner Karriere Funk-Musiker und besaß ein Heimstudio. Der Gitarrist, Schlagzeuger und Trompeter initiierte Mitte der 1990er Jahre das Projekt Garcia, das 1996 mit Vamonos einen Überraschungshit in den deutschen, österreichischen und Schweizer charts hatte.
Mitstreiter waren Frank Müller, der auch Mitglied bei der deutschen Hip-Hop- und Dance-Formation C-Block war; Michael Eisele und Giora Schein, die beide zuvor auch das Captain Hollywood Project unterstützten. Letztere beiden sind auch als das Produzentenduo M&G-Produktions. bekannt.
Nach außen hin wurde die Gruppe von der Sängerin Ouided Khachnaoui, dem amerikanischen Rapper Rob Money sowie von der spanischen Sängerin Raquel Gomez vertreten.
Bis auf wenige Ausnahmen wurden alle Veröffentlichungen über das Label Maad Records vertrieben.
Nach dem überraschenden Erfolg von Vamonos (Platz 8 in Deutschland), das als zusätzlichen Untertitel das einprägsame, in Klammern gesetzte Hey Chico are You Ready erhielt, folgte mit Te quiero, Latina ein weiterer Charterfolg in Deutschland. 1997 knüpfte Bamboleo an den großen Erfolg von Vamonos an (Platz 14 in Deutschland, Platz 8 in der Schweiz). Mit Bamboleo traten sie auch in der ZDF-Show Sound der 90er auf.
1998 wurde in Japan die EP Garcia - Dance Bamboleo!! veröffentlicht, welche zahlreiche Remixe der bisherigen Singles enthält.
La vida Bonita, welches mit dem amerikanischen Musiker Rod D (bürgerl. Rodney Hardison, vormals auch bei der deutschen Band Fun Factory tätig) aufgenommen und Produziert wurde und Kalimba de luna platzierten sich 1998 und 1999 in verschiedenen Hitparaden.
Bis auf die letzte Singleveröffentlichung wurde zu allen Hitsingles ein Promotion-Video produziert Ende der 1990er Jahre ließ das Interesse an Garcias tanzbarem Latin-Pop nach. Die letzte, etwas ruhigere Single Imagine von 1999 floppte. Fortan kam es zu keiner weiteren Veröffentlichung. 1999 kam es noch zu einem Liveauftritt beim Festival Sound of Frankfurt, welcher vom Hessischen Rundfunk ausgestrahlt wurde
Ab 2003 waren mehrere Showauftritte sowie eine neue Single für das Jahr 2004 geplant. Ferner sollte es im Jahr 2007 zu einer Albumveröffentlichung kommen. Die Pläne wurden jedoch nicht mehr umgesetzt und das Comeback der Gruppe blieb aus.
2009 wurde der Song Vamonos (Hey Chico are You Ready) auf dem Die Ultimative Chartshow - Sampler: Die erfolgreichsten Latin-Hits aller Zeiten veröffentlicht.

## Diskografie
Singles
- 1996: Vamonos (Hey Chico are You Ready)
- 1996: Te quiero, Latina
- 1997: Bamboleo
- 1998: Dance Bamboleo!! (Japan)
- 1998: La vida Bonita (feat. Rod D.)
- 1999: Kalimba de luna
- 1999: Imagine

## Musikvideos
- 1996: Vamonos (Regie: Craef & Killer)[17]
- 1996: Te Quiero, Latina[18]
- 1997: Bamboleo[19]
- 1998: La vida Bonita[20]
- 1999: Kalimba de luna (Regie: Artec Productions LoCoTo)[21]